# Middleborough
Middleborough és una població dels Estats Units a l'estat de Massachusetts. Segons el cens del 2000 tenia 19.941 habitants.

## Demografia
Segons el cens del 2000, Middleborough tenia 19.941 habitants, 6.981 habitatges, i 5.117 famílies. La densitat de població era de 110,7 habitants/km².
Dels 6.981 habitatges en un 38,4% hi vivien nens de menys de 18 anys, en un 56,4% hi vivien parelles casades, en un 12,2% dones solteres, i en un 26,7% no eren unitats familiars. En el 20,4% dels habitatges hi vivien persones soles el 7,4% de les quals corresponia a persones de 65 anys o més que vivien soles. El nombre mitjà de persones vivint en cada habitatge era de 2,78 i el nombre mitjà de persones que vivien en cada família era de 3,23.
Per edats la població es repartia de la següent manera: un 27,7% tenia menys de 18 anys, un 6,9% entre 18 i 24, un 32,8% entre 25 i 44, un 22,3% de 45 a 60 i un 10,3% 65 anys o més.
L'edat mediana era de 36 anys. Per cada 100 dones de 18 o més anys hi havia 92,1 homes.
La renda mediana per habitatge era de 52.755 $ i la renda mediana per família de 59.173$. Els homes tenien una renda mediana de 40.854 $ mentre que les dones 28.570$. La renda per capita de la població era de 20.246$. Entorn del 3,5% de les famílies i el 5,5% de la població estaven per davall del llindar de pobresa.